# ماتیو تولر
ماتیو تولر (انگلیسی: Matthew H. Tueller)؛ (زادهٔ ۱۹۵۷ (۶۷–۶۸ سال)) سیاست‌مدار ایالات متحده آمریکا و در حال حاضر در سمت سفیر ایالات متحده در عراق، خدمت می‌کند. در هفتم نوامبر ۲۰۱۸ کاخ سفید اعلام کرد هدف رئیس‌جمهور انتخاب سفیر ماتیو تولر به‌عنوان سفیر ایالات متحده در عراق است.
در ۱۶ مه ۲۰۱۹ سنای ایالات متحده، منجمله سناتور میت رامنی قرار گرفتن ماتیو تولر به عنوان سفیر ایالات متحده در جمهوری عراق را تأیید کردند.

## فعالیت
تولر سفیر پیشین ایالات متحده در یمن بود.
ماتیو تولر در ۲۳ سپتامبر ۲۰۱۱ کاندید سفیر آمریکا در کویت شد و در ۴ مه ۲۰۱۱ رئیس‌جمهور باراک اوباما بدنبال تأیید وی توسط کنگره آمریکا در۳۰ ژوئن ۲۰۱۱ تولر را به این سمت گمارد. ماتیو عضو ارشد روابط خارجی ایالات یوتا بود. وی همچنین معاونت سفارت آمریکا در مصر را برعهده داشت.